# Freestyle al XVI Festival olimpico invernale della gioventù europea
Le gare di freestyle al XVI Festival olimpico invernale della gioventù europea si sono svolte dal 23 al 27 gennaio 2023 alla Ski Area di Ravascletto-Zoncolan, in Italia.
Sono state disputate tre gare maschili e tre gare femminili, per un totale di 6 gare., a cui hanno preso parte esclusivamente atleti e atlete nate nel 2005 e nel 2006.

## Programma
| Data       | Ora (UTC+1)   | Evento (Freestyle)                             | Ora (UTC+1)   | Evento (Ski Cross)                            |
| ---------- | ------------- | ---------------------------------------------- | ------------- | --------------------------------------------- |
| 21 gennaio | 11:00 - 12:30 | Allenamento                                    |               |                                               |
| 22 gennaio | 11:40 - 14:30 | Qualificazioni big air maschile e femminile    | 10:00 - 12:00 | Allenamento                                   |
| 23 gennaio | 11:30 - 13:45 | Finale slopestyle maschile e femminile         | 10:00 - 12:00 | Allenamento                                   |
| 24 gennaio | 11:45 - 13:00 | Allenamento                                    | 10:00 - 12:00 | Qualificazioni ski cross maschile e femminile |
| 25 gennaio | 14:30 - 16:00 | Allenamento                                    | 10:00         | Finali ski cross maschile e femminile         |
| 26 gennaio | 09:00 - 13:45 | Qualificazioni slopestyle maschile e femminile |               |                                               |
| 27 gennaio | 12:00 - 15:00 | Finale big air maschile e femminile            |               |                                               |

## Podi

### Ragazzi
| Evento                         | Oro              | Tempo            | Argento             | Tempo               | Bronzo        | Tempo         |
| Freestyle                      |                  |                  |                     |                     |               |               |
| Slopestyle maschile (dettagli) | Fadri Rhyner     | 90.50            | Nil Bocart Alegre   | 85.50               | Petr Müller   | 83.50         |
| Big air maschile (dettagli)    | Fadri Rhyner     | 179.8            | Nil Bocart Alegre   | 177.5               | Henry Sildaru | 177.3         |
| Ski cross                      |                  |                  |                     |                     |               |               |
| Ski cross maschile (dettagli)  | Nico Offenwanger | Nico Offenwanger | William Young Shing | William Young Shing | Paolo Piccolo | Paolo Piccolo |

### Ragazze
| Evento                          | Oro             | Tempo           | Argento           | Tempo         | Bronzo                     | Tempo             |
| Freestyle                       |                 |                 |                   |               |                            |                   |
| Slopestyle femminile (dettagli) | Lina Häggström  | 84.75           | Liina Kuivalainen | 82.50         | Carolina Maria Vitale Cesa | 80.75             |
| Big air femminile (dettagli)    | Lina Häggström  | 159.8           | Bernice Dode      | 150.3         | Nataliia Kaziuk            | 133.8             |
| Ski cross                       |                 |                 |                   |               |                            |                   |
| Ski cross femminile (dettagli)  | Chiara Van Moos | Chiara Van Moos | Mattli Fersch     | Mattli Fersch | Alexandra Nilsson          | Alexandra Nilsson |

## Medagliere
| Posiz. | Nazione   | Oro | Argento | Bronzo | Totale |
| ------ | --------- | --- | ------- | ------ | ------ |
| 1      | Svizzera  | 3   | 0       | 0      | 2      |
| 2      | Finlandia | 2   | 1       | 0      | 3      |
| 3      | Germania  | 1   | 1       | 0      | 2      |
| 4      | Francia   | 0   | 2       | 0      | 0      |
| 5      | Estonia   | 0   | 1       | 1      | 1      |
| 5      | Svezia    | 0   | 1       | 1      | 1      |
| 7      | Italia    | 0   | 0       | 2      | 1      |
| 8      | Rep. Ceca | 0   | 0       | 1      | 1      |
| 8      | Ucraina   | 0   | 0       | 1      | 1      |
| Totale | Totale    | 4   | 4       | 4      | 12     |